# Dimitri De Fauw
Dimitri De Fauw (Gand, 13 luglio 1981 – Heusden, 6 novembre 2009) è stato un ciclista su strada e pistard belga.

## Carriera
Su strada ottenne diversi successi nella categoria Under-23, tra cui due vittorie di tappa al Tour du Loir-et-Cher e altrettante al Ronde van Vlaams-Brabant. Fu professionista dall'agosto 2004 al 2008, pur non cogliendo vittorie: fino a tutto il 2005 vestì la divisa del team Quick Step, dal 2006 al 2007 corse con la Chocolade Jacques-Topsport Vlaanderen mentre nel 2008 fu sotto contratto con la Josan-Mercedes Benz Aalst Cycling Team.
Attivo principalmente nel ciclismo su pista, si aggiudicò numerosi titoli nazionali belgi Open: quattro nella velocità, tra nel chilometro da fermo, ma anche uno nel keirin, due nello scratch e uno nell'omnium. Nello scratch fu anche medaglia d'argento Under-23 ai campionati europei 2003, vinti da Samuele Marzoli, mentre nell'omnium partecipò ai campionati del mondo 2007 di Palma di Maiorca, classificandosi sesto.
Attivo anche nelle Sei giorni, gareggiò in coppia tra gli altri con Iljo Keisse, Wouter Van Mechelen, Alexander Aeschbach, Steven De Neef e Léon van Bon, senza però mai ottenere vittorie. Nel 2006, durante la Sei giorni di Gand, ebbe uno scontro involontario con il ciclista spagnolo Isaac Gálvez, che perse la vita sbattendo violentemente la testa contro una balaustra; da allora De Fauw cadde in depressione per l'accaduto.
Il 6 novembre 2009, dopo aver disputato la Sei giorni di Grenoble (in coppia con Marc Hester), si è suicidato. Aveva 28 anni.

## Palmarès

### Pista
- 2000

Campionati belgi, Velocità
- 2001

Campionati belgi, Velocità
Campionati belgi, Chilometro da fermo
- 2002

Campionati belgi, Velocità
Campionati belgi, Chilometro da fermo
- 2003

Campionati belgi, Velocità
Campionati belgi, Chilometro da fermo
Campionati belgi, Keirin
Campionati belgi, Scratch
UIV Cup Amsterdam, U23 (con Iljo Keisse)
UIV Cup Dortmund, U23 (con Iljo Keisse)
UIV Cup Monaco di Baviera, U23 (con Iljo Keisse)
- 2004

UIV Cup Stoccarda, U23 (con Iljo Keisse)
UIV Cup Berlino, U23 (con Iljo Keisse)
- 2006

Campionati belgi, Omnium
- 2007

Campionati belgi, Scratch

### Strada
- 2001 (Under-23)

5ª tappa, 1ª semitappa Tour du Loir-et-Cher (Cour-Cheverny > Contres)
- 2003 (Under-23)

5ª tappa Ronde van Vlaams-Brabant (Heverlee > Heverlee)
3ª tappa Ronde van de Provincie Antwerpen (Koningshooikt > Koningshooikt)
- 2004 (Under-23)

1ª tappa Tour du Loir-et-Cher (Blois > Selles-sur-Cher)
4ª tappa Ronde van Vlaams-Brabant (Kapelle-op-den-Bos > Kapelle-op-den-Bos)

## Piazzamenti

### Competizioni mondiali
- Campionati del mondo su pista

Palma di Maiorca 2007 - Omnium: 6º